# Sirène-Klasse (1925)
Die Sirène-Klasse war eine mittlere U-Boot-Schiffsklasse der französischen Marine. In der damaligen französischen Typklassifikation handelte es sich um Boote der Klasse 2. Zwischen 1923 und 1927 wurden vier Boote bei A. Chantier de la Loire in Saint-Nazaire gebaut. Die Klasse wird auch als 600-Tonnen-Typ A bezeichnet.
Abgesehen von der 1928 bei einem Unfall gesunkenen Ondine fuhren alle Boote im Zweiten Weltkrieg für Vichy-Frankreich und wurden nach dem deutschen Einmarsch in Südfrankreich im November 1942 in Toulon selbstversenkt, um sie dem Zugriff der deutschen Kriegsmarine zu entziehen. Die selbstversenkten Boote wurden von der italienischen Marine gehoben.

## Einheiten
| Name    | Bauwerft                               | Kiellegung        | Stapellauf        | Indienststellung | Verbleib |
| ------- | -------------------------------------- | ----------------- | ----------------- | ---------------- | --- |
| Sirène  | A. Chantier de la Loire, Saint-Nazaire | 28. November 1923 | 6. August 1925    |                  | Am 27. November 1942 in Toulon selbstversenkt, Im März 1943 von den Italienern gehoben, aber nicht repariert, am 22. Juni 1944 in Toulon von alliierten Flugzeugen versenkt                                                   |
| Naïade  | A. Chantier de la Loire, Saint-Nazaire | 23. November 1923 | 20. Oktober 1925  |                  | Am 27. November 1942 in Toulon selbstversenkt, Von den Italienern am 17. März 1943 gehoben, aber am 17. April 1943 erneut gesunken, am 17. Juli 1943 wieder gehoben, Am 24. November 1943 bei alliiertem Luftangriff gesunken |
| Galatée | A. Chantier de la Loire, Saint-Nazaire | 1. Februar 1924   | 18. Dezember 1925 |                  | Am 22. November 1942 in Toulon selbstversenkt, später von den Italienern gehoben, Am 22. Juni 1944 in Toulon von alliierten Flugzeugen versenkt                                                                               |
| Ondine  | A. Chantier de la Loire, Saint-Nazaire |                   |                   |                  | 1928 bei Kollision gesunken |